# 民工 (电视剧)

电视剧海报

《民工》，是中国大陆于2005年播出的一部电视剧。以民工这一群体为主题。

## 剧情
鞠广大、鞠双元父子都是进城打工的民工。

## 制作人员
- 制片人：张纪中
- 出品人：李培森
- 总监制：邹庆芳
- 总策划：李汀
- 导演：康洪雷
- 编剧：陈枰

## 演员名单
- 范　明饰鞠广大
- 陈思成饰鞠双元
- 张洪杰饰鞠永旺
- 范艳华饰崔大脚
- 王亚军饰刘艳梅
- 潘雨辰饰李　平
- 李菁菁饰姜翠玲